# Roc LaRue
Roc LaRue (* 20. Mai 1939 als Roger Adrian LaRue in Fall River, Massachusetts; † 19. November 2019 in Jacksonville, Florida) war ein US-amerikanischer Rockabilly-Musiker.

## Leben

### Kindheit und Jugend
Roc LaRue wurde 1939 in Fall River geboren, wo er auch aufwuchs. Mitte der 1950er-Jahre machte er seine ersten Schritte als Musiker während seiner Zeit in der BMC Durfee High School. Dreimal die Woche trat LaRue im Programm des Radiosenders WALE auf und hatte auch Auftritte auf WNET-TV.

### Karriere
Seine Karriere wurde vorangetrieben durch das Gewinnen eines Talentwettbewerbes, der von Eddie Zack im Empire Theatre in Fall River ausgerichtet wurde. Zack lud LaRue in seine Fernsehshow Eddie Zack’s Hayloft Jamboree ein und bestritt mit ihm weitere Auftritte in der Region.
LaRue änderte sein Genre von Country-Musik zum Rockabilly, nachdem er den Film Rock Around The Clock mit Bill Haley gesehen hatte. Später nahm auch Elvis Presley großen Einfluss auf LaRue. Durch seine regelmäßigen Auftritte wurde Bandleiter Johnny Cardell aufmerksam auf LaRue und engagierte ihn als neuen Sänger für dessen Band The Three Pals. Die Gruppe zog schnell das junge Publikum an und wurde immer populärer. Es wurden Tourneen unternommen, die sie bereits bis nach Kanada führten. Während LaRue und die Band in Troy, New York State, spielten, wurden sie von Don Davis entdeckt. Davis brachte LaRue und die Band nach New York City, übernahm ihr Management und verschaffte der Gruppe einen Plattenvertrag bei RAMA Records. Die erste Single erschien mit Baby Take Me Back im April 1957.
LaRues Popularität stieg immer noch stetig an. Baby Take Me Back verkaufte sich ausgezeichnet und stürmte verschiedene regionale Hitparaden bis nach Georgia. LaRue und die 3 Pals traten nun regelmäßig in der Wagon Wheel Lounge (45th Street) in New York auf. LaRue sagte später in Interviews, dass viele große Stars wie Marty Robbins, Marvin Rainwater oder Webb Pierce in diesen Tagen im Publikum standen. Aufgrund seines Erfolges unternahm LaRue eine Tournee zusammen mit Carl Perkins und Eddie Cochran. Diese Zeit war LaRues Karrierehöhepunkt.
Anfang der 1960er-Jahre verabschiedete sich der Erfolg. LaRues Auftritte in der Wagon Wheel Lounge endeten 1959 und seine Engagements in der Dick Clark Show, der Ed Sullivan Show und weiteren nationalen TV-Sendungen wurden gekündigt. Die Musikszene hatte sich verändert und Rockabilly war aus der Mode gekommen. LaRue zog zurück nach New England und ging 1961 zur US Army. Den größten Teil seines Militärdienstes leistete er in Deutschland ab, wo er weiterhin in kleinen Clubs spielte. 1964 kehrte LaRue in die Staaten zurück und begann wieder, Country-Musik zu spielen. Er veröffentlichte mit wenig Erfolg einige Platten und spielte mit Elton Britt, George Morgan, Johnny Dollar und Lee Moore zusammen. 1968 gab LaRue seine Karriere zunächst auf.

### Gegenwart
LaRues frühe Aufnahmen – vor allem seine Single Baby Take Me Back – wurde im Zuge des Rockabilly-Revivals sehr beliebt. Eine Zeitlang trat LaRue wieder regelmäßig auf Rockabilly-Festivals auf und arbeitet erneut im Studio. Mit seinen beiden Söhnen Roger und Chris nahm er bereits ein Album auf. 2003 wurde LaRue in Anerkennung seiner Leistungen in die Rockabilly Hall of Fame aufgenommen.

## Diskografie

### Singles
| Jahr                    | Titel A                                                    | Titel B                                    | Bemerkung                                                           | Plattenfirma      |
| ----------------------- | ---------------------------------------------------------- | ------------------------------------------ | ------------------------------------------------------------------- | ----------------- |
| 1957                    | Baby Take Me Back                                          | Teenage Blues                              | alternativ mit I’m So Ashamed auf der B-Seite                       | RAMA Records      |
| 1958                    | I Don’t Care If The Sun Don’t Shine                        | If I Were In Your Shoes                    |                                                                     | Holland Records   |
| 1965                    | Hello There Mister                                         | Cute Little Yodeler                        |                                                                     | Wyncote Records   |
| 1968                    | Don’t Turn Around                                          | Right of Wrong                             | Connecticut Rebels, Vocal by Rocky LaRue (B-Seite von Dottie Light) | Subtown Records   |
| 2004                    | Get A Little Closer / Let's Make Love All Night            | Red Headed Mama / I'll Sure Come-A-Runnin' |                                                                     | Wild Hare Records |
| Unveröffentlichte Titel |                                                            |                                            |                                                                     |                   |
| 1957                    | - Rockabilly Yodel - Deceived                              |                                            |                                                                     | RAMA Records      |
| 1959                    | - Who’s-a-Gonna Love Ya - I Told Ya - The Wonder of It All |                                            |                                                                     | VIP Records       |
| 1968                    | - The Hangman - There Stood The Flowers                    |                                            |                                                                     | Subtown Records   |
| 2004                    | - Truck Drivin‘ Man                                        |                                            |                                                                     | Wild Hare Records |

### Alben
- 2003: One More Time
- 2004: Honky Tonks & Dance Floors
- 2007: Rockin’ with… Roc LaRue